# Murat Yıldırım
Murat Yıldırım (Çorum, 18 mei 1987) is een Turks-Nederlands profvoetballer die als middenvelder speelt.

## Clubcarrière

### AFC Ajax
Yıldırım verhuisde vanuit zijn geboorteland Turkije naar Nederland toen hij 8 maanden oud was. Yıldırım begon met voetballen bij de Zaandamse voetbalclub Hellas Sport. Als tweedejaars B-junior werd hij gescout door Ajax en uiteindelijk opgenomen in de jeugdopleiding. Hij won in juni 2005 de Sjaak Swart trofee als grootste talent van de jeugdopleiding van Ajax. Als talent van het jaar was hij in 2005 de opvolger van Hedwiges Maduro. Tot 30 juni 2008 stond hij onder contract bij Ajax.

### Turkije
In de zomer van 2008 verhuisde Yıldırım naar de Turkse Samsunspor. Daar tekende hij een driejarig contract. Hier groeide hij uit tot een vaste waarde op het middenveld. 
In juli 2012 maakte hij de overstap naar Bursaspor. Van januari 2014 tot augustus 2015 speelde hij voor Kayseri Erciyesspor. Op 31 augustus tekende hij een contract bij Gaziantep Büyükşehir Belediyespor. In 2016 ging hij voor Boluspor spelen.
Hij verruilde Boluspor in januari 2017 voor Yeni Malatyaspor, waarmee hij in zijn eerste seizoen naar de Süper Lig promoveerde. Hij werd aanvoerder bij de club. In 2020 ging hij naar Gençlerbirliği.